# Cabiria (nome)
Cabiria  è un nome proprio di persona italiano femminile.

## Varianti
- Maschili: Cabirio[1]

## Origine e diffusione
È un nome inventato da Gabriele D'Annunzio per l'eroina dell'omonimo film muto del 1914 del quale firmò la sceneggiatura, ambientato a Cartagine durante la seconda guerra punica. Il vocabolo alla base del nome potrebbe essere il semitico kabir ("grande", "potente").
Nome di scarsissima diffusione, è accentrato a Roma e Latina.

## Onomastico
Il nome è adespota, non essendoci sante così chiamate, e l'onomastico può essere festeggiato il 1º novembre per la festa di Ognissanti.

## Il nome nelle arti
- Cabiria è la protagonista del film del 1914 Cabiria, diretto da Giovanni Pastrone.
- Cabiria è un personaggio, interpretato da Giulietta Masina, dei film di Federico Fellini Lo sceicco bianco e Le notti di Cabiria. In particolare, è la protagonista di quest'ultimo film.
- Cabiria è un personaggio della serie a fumetti e animata Angel's Friends.